# Edward J. Elsaesser

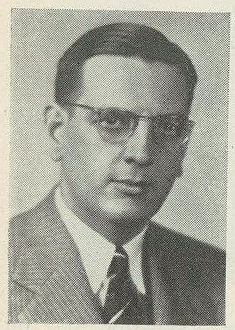
Edward J. Elsaesser

Edward Julius Elsaesser (* 10. März 1904 in Buffalo, New York; † 7. Januar 1983 in Williamsville, New York) war ein US-amerikanischer Politiker. Zwischen 1945 und 1949 vertrat er den Bundesstaat New York im US-Repräsentantenhaus.

## Werdegang
Edward Elsaesser besuchte die öffentlichen Schulen seiner Heimat. Nach einem anschließenden Jurastudium an der University of Buffalo und seiner 1927 erfolgten Zulassung als Rechtsanwalt begann er in Buffalo in diesem Beruf zu arbeiten. Gleichzeitig schlug er als Mitglied der Republikanischen Partei eine politische Laufbahn ein. Zwischen 1937 und 1945 gehörte er dem Staatsvorstand seiner Partei an. Bei den Kongresswahlen des Jahres 1944 wurde Elsaesser im 43. Wahlbezirk von New York in das US-Repräsentantenhaus in Washington, D.C. gewählt, wo er am 3. Januar 1945 die Nachfolge von Daniel A. Reed antrat. Nach einer Wiederwahl konnte er bis zum 3. Januar 1949 zwei Legislaturperioden im Kongress absolvieren. In diese Zeit fielen das Ende des Zweiten Weltkriegs und der Beginn des Kalten Krieges.
Im Jahr 1948 wurde Edward Elsaesser nicht wiedergewählt; 1950 strebte er erfolglos die Nominierung seiner Partei für die Kongresswahlen dieses Jahres an. Nach dem Ende seiner Zeit im US-Repräsentantenhaus praktizierte er wieder als Anwalt. Er starb am 7. Januar 1983 in seinem letzten Wohnort Williamsville, wo er auch beigesetzt wurde.